# سته-دابان
سته-دابان (روسی: Сетте-Дабан) یک رشته‌کوه در یاقوتستان کشور روسیه است.